# Arthur Lindfors
Arthur Richard Lindfors (Porvoo, 17 marzo 1893 – Porvoo, 21 settembre 1977) è stato un lottatore finlandese, specializzato nella lotta greco-romana.

## Palmarès

### Olimpiadi
- Argento a Anversa 1920 nei pesi medi.
- Argento a Parigi 1924 nei pesi medi.